# سياسة التأشيرات في جنوب السودان
يجب على زوار جنوب السودان الحصول على تأشيرة إلكترونية مسبقة قبل دخول جنوب السودان، ما لم يكونوا من أصول جنوب سودانية أو من مواطني إحدى الدول المؤهلة للإعفاء من التأشيرة أو الحصول على التأشيرة عند الوصول إلى جنوب السودان.

## خريطة سياسة التأشيرات

جنوب السودان
المناطق المتنازع عليها في جنوب السودان
لا تتطلب تأشيرة (مدة غير محددة)
تأشيرة عند الوصول
تأشيرة إلكترونية

## الإعفاء من التأشيرة
لا يحتاج مواطنو الدول الأربع التالية إلى تأشيرة لزيارة جنوب السودان لمدة غير محددة.
| - مصر - كينيا - تنزانيا - أوغندا |

| تاريخ تغييرات التأشيرات                        |
| ---------------------------------------------- |
| - 1 أغسطس 2019: تنزانيا - 26 يوليو 2021: كينيا |

## التأشيرة عند الوصول
يحق لمواطني الدولتين التاليتين الحصول على تأشيرة عند الوصول:
| - بوروندي - رواندا |

كما تُمنح التأشيرة عند الوصول لحاملي نسخة من بطاقة هوية صادرة عن الأمم المتحدة مع تصريح من وزارة الخارجية في جنوب السودان.
ويمكن لحاملي جوازات السفر الدبلوماسية والرسمية والخدمية والخاصة الصادرة عن مواطني أي دولة الحصول على تأشيرة عند الوصول.

## التأشيرة الإلكترونية
تأشيرة جنوب السودان الإلكترونية متاحة لمواطني جميع الدول ويمكن إصدارها لدخول واحد أو لعدة مرات.